# Euxoa birena
Euxoa birena là một loài bướm đêm trong họ Noctuidae.